# Coburg (Adelsgeschlecht)

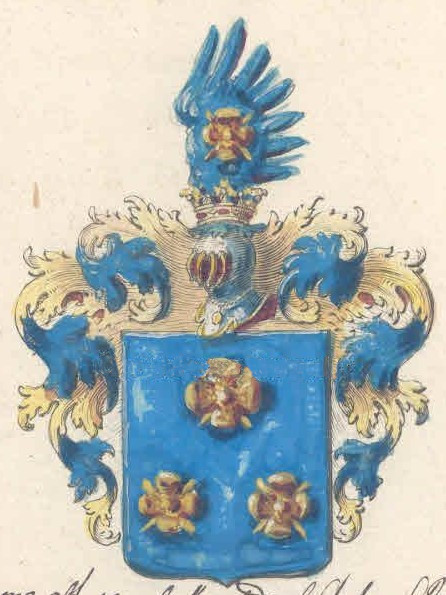
Wappen derer von Coburg (1800)

Coburg ist der Name eines sächsischen Adelsgeschlechts.

## Geschichte
Das Geschlecht wurde am 18. November 1800 durch kaiserliches Diplom in der Person des herzoglich-sachsen-coburgischen Oberstallmeisters Emil Coburg in den Freiherrenstand des Heiligen Römischen Reiches deutscher Nation erhoben. Seine Angehörigen sind unebenbürtige, weil uneheliche Abkömmlinge des Hauses Wettin, genauer des Hauses Sachsen-Coburg und Gotha.

## Wappen
Blasonierung: In Blau drei (1:2) goldene Rosen. Auf dem gekrönten Helm mit blau-goldenen Helmdecken ein blauer Flügel belegt mit einer goldenen Rose.

## Stammliste
- Ludwig Karl Friedrich (1755–1806), Prinz von Sachsen-Coburg-Saalfeld, Premierkapitän
  - (unehelich mit Madame Brutel de La Rivère) Emil von Coburg (1779–1827), Geheimer Rat, Oberstallmeister, Regierungspräsident im Fürstentum Lichtenberg, ⚭ 1817 Thecla Vitzthum von Eckstädt (1799–1880), Tochter von Heinrich Vitzthum von Eckstädt (1770–1837), sächsischer Geheimrat, Generaldirektor der Dresdner Kunstakademie, Direktor des Hoftheaters und der Hofkapelle (Adelsgeschlecht Vitzthum)
    - Luise Ernestine Wilhelmine Henriette von Coburg (* 1818)
    - Ernst von Coburg (1819–1883), sachsen-coburg-gothaischer Kammerjunker, preußischer Oberstleutnant, ⚭ 1865 Thekla Ferrich (1840–1901)
    - Oswald von Coburg (1822–1904), österreich-ungarischer Generalmajor, ⚭ 1862 Anna von Pawel-Rammingen (1842–1920), Tochter von Emil von Pawel-Rammingen (1807–1886), Freiherr, sachsen-coburg-gothaischer Kammerherr (Adelsgeschlecht Pawel-Rammingen)
    - Hugo von Coburg (1825–1892), k. u. k. Rittmeister, ⚭ I 1879 Sophie Vitzthum von Eckstädt (1849–1880), Enkelin von Heinrich Vitzthum von Eckstädt (1770–1837), sächsischer Geheimrat, Generaldirektor der Dresdner Kunstakademie, Direktor des Hoftheaters und der Hofkapelle,  ⚭ II 1882 Marie Lindner (1858–1945)
      - (weitere Nachfahren)

    - Marie von Coburg (1827–1901), ⚭ 1855 John von Möller-Lilienstern (1812–1895), Freiherr, Erbherr auf Rothspalk bei Langhagen (Adelsgeschlecht Möller von Lilienstern)